# 中条詮秀
中条 詮秀（ちゅうじょう あきひで、貞和4年/正平3年（1348年） - 永享4年（1432年））は室町時代前期の武将。中条秀孝の子。室町幕府奉公衆。三河国加茂郡高橋荘（愛知県豊田市）地頭。衣城主。左衛門少尉、伊豆守。子は中条満秀、中条満平。

## 略歴
室町幕府第2代将軍足利義詮から一字を賜り詮秀と名乗る。応安2年/正平24年（1369年）に父の秀孝から家督を譲り受け、衣城主となる。領内にある猿投神社を厚く信仰し、度々寄進を行っている。応永2年（1395年）4月5日には現在、重要文化財に指定されている樫鳥縅鎧（かしどりいとおどしのよろい）を奉納している。
応永18年（1411年）頃、出家し沙弥祐詮と号する。翌年、嫡男満秀を病で失ったため、その弟の満平を惣領にして将軍に近侍させる。その頃には衣城に戻っていたとみられる。
しかし、足利義教が第6代将軍となってから一度も京都へ出仕せず、永享4年（1432年）9月の富士遊覧の際も所領に近い矢作宿に義教が宿泊しているにもかかわらず伺候しなかったため、義教の忌諱に触れた。同年10月、高橋荘及び尾張国海東郡は没収となり、前者は一色持信と吉良義尚に分給され、後者は尾張国守護の斯波義淳に与えられた。その上、京都にいた満平は邸宅まで没収され高野山へ遁世し、詮秀は義教から上洛を命ぜられたため、9歳の孫を連れて尾張まで来たところを守護代・織田勘解由に止められ、時宗の道場で自害させられた。享年85。同行していた若党3名と中間1名も自害し、孫も自害しようとしたが守護代に止められたという。

## 死後
この事件により中条氏は一時没落し、のち一族が結城合戦などで戦功を立て高橋荘を取り戻すが、支配力は以前のようには回復せず、中条氏の勢力は徐々に衰えていく。
明応2年（1493年）には、中条秀章が松平親忠に対抗した井田野の戦いに破れ、衰えを加速させた。